# Luke Gallows
Andrew Hankinson (* 22. Dezember, 1983 in Cumberland, Maryland, USA), besser bekannt unter seinem Ringnamen Luke Gallows, ist ein US-amerikanischer Wrestler, der zurzeit bei WWE unter Vertrag steht. Seine bisher größten Erfolge sind der dreimalige Erhalt der IWGP Tag Team Championship sowie der zweimalige Erhalt der WWE Raw Tag Team Championship und der Erhalt der Impact Tag Team Championship.

## Privatleben
Er ist seit Mai 2014 mit der Wrestlerin Amber O’Neal verheiratet.

## Wrestling-Karriere

### World Wrestling Entertainment (2005–2010)
Bevor er einen Vertrag bei World Wrestling Entertainment unterzeichnete, bestritt er Matches bei den Promotionen- Southern Championship Wrestling (SCW), International Wrestling Cartel (IWC), Pro Wrestling Entertainment (PWE), World Wide Wrestling Alliance (WWWA) und Far North Wrestling (FNW).
Am 1. September 2005 bestritt er bei einem Event von Deep South Wrestling, der damaligen Aufbauliga der WWE, sein erstes Match, welches er gegen Nick Mitchell unter dem Ringnamen Deacon Deville bestritt, sein erstes Match für seinen neuen Arbeitgeber.
Am 29. Mai 2006 feierte er sein Debüt im Main Roster, als er bei Raw in das Match zwischen Kane und Shelton Benjamin eingriff und Kane angriff. Er trat unter dem Ringnamen Kane auf und trat als dessen Doppelgänger auf. Er fehdete gegen den echten Kane. Die Fehde endete am 25. Juni 2006 bei WWE Vengeance, wo er in einem Match gegen den echten Kane gewann. Danach kehrte er bei Deep South Wrestling zurück und bildete eine kurze Zeit mit G-Rilla ein Team. Als sich das Team auflöste, bestritt er bei Ohio Valley Wrestling, der zweiten damaligen Aufbauliga der WWE, sein erstes Match unter seinen neuen Ringnamen Festus Dallas.

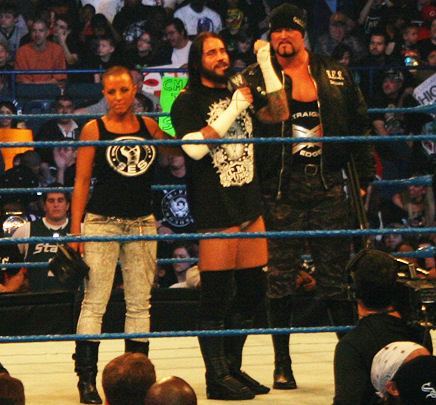
Gallows als Mitglied der Straight Edge Society im Jahr 2009.

Am 7. September 2007 feierte er bei SmackDown sein Debüt unter dem Ringnamen Festus an der Seite von Jesse. Die beiden bildeten ein Team. Bei der Smackdown-Ausgabe vom 5. Oktober 2007 bestritten er gemeinsam mit Jesse gegen Chad Collyer und Mike Tolar sein erstes Match bei SmackDown. Am 11. April 2008 verlor er gegen den Undertaker und erlitt somit seine erste Niederlage in einem Einzelmatch bei SmackDown. Am 15. April 2009 bei WWE Draft wurde er zu Raw berufen, womit sein Partner Jesse bei SmackDown blieb und er künftig bei Raw auftrat. Damit wurde das Team aufgelöst.
Nach dreimonatiger Abwesenheit, kehrte er bei der SmackDown-Ausgabe vom 27. November 2009 unter dem Ringnamen Luke Gallows zurück. Er bildete mit CM Punk, Joey Mercury und Serena das Stable  Straight Edge Society. Gemeinsam mit CM Punk, Joey Mercury und Serena fehdete er gegen Jeff Hardy, Rey Mysterio und Big Show. Bei der SmackDown-Ausgabe vom 21. September 2010 verließ er das Stable. Mit der Entlassung von Serena und seinen turn, wurde das Stable aufgelöst. Am 19. November 2010 wurde er von der WWE entlassen.

### Total Nonstop Action Wrestling (2011–2013)

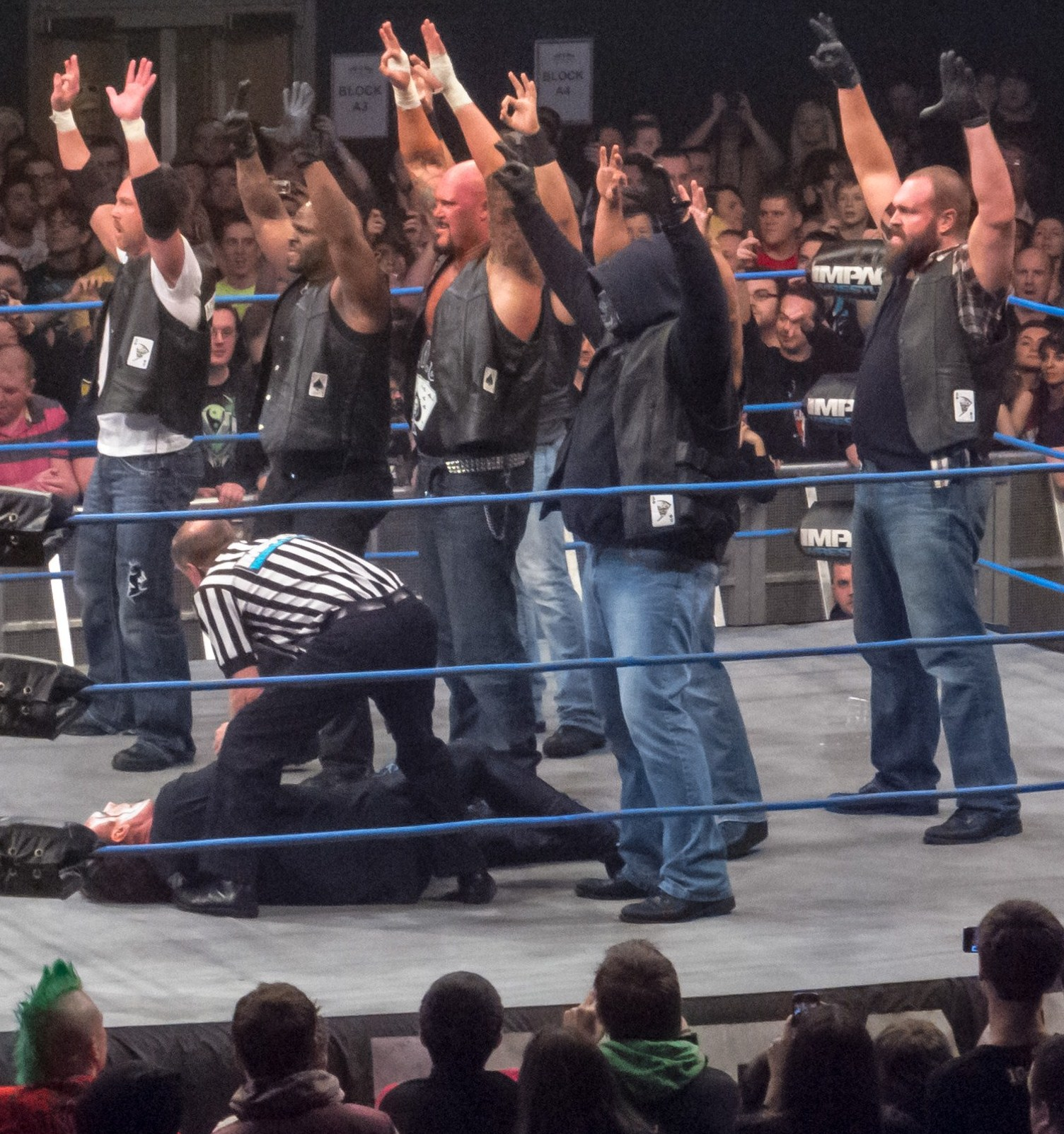
Gallows als Mitglied der Aces & Eights im Jahr 2012.

Im Juni 2011 bestritt er einige Matches für TNA. Er war Teil von TNAs Indien-Projekt Ring Ka King (RKK). Bei Ring Ka King trat er unter dem Ringnamen Isaiah Cash auf. Am 4. September 2012 unterzeichnete er einen Vertrag bei TNA. Am 1. November wurde er als Mitglied des Stables Aces & Eights enthüllt. Bei TNA trat er unter dem Ringnamen D.O.C. auf. D.O.C. ist die Abkürzung von Director of Chaos. Sein erstes Match bei Impact Wrestling bestritt er am 8. November 2012. Am 17. Juli 2013 verließ er TNA.

### New Japan Pro Wrestling (2013–2016)
Am 23. November 2013 bei der NJPW World Tag League 2013 feierte er unter dem Ringnamen Doc Gallows sein Debüt für NJPW. Dort besiegten er und Karl Anderson BUSHI und Kota Ibushi. Am selben Tag schlossen sich er und Karl Anderson den BULLET CLUB an. Am 4. Januar 2014 besiegten er und Karl Anderson die Killer Elite Squad (Davey Boy Smith Jr. und Lance Archer) und holten sich zum ersten Mal die IWGP Tag Team Championship. Die Titel verloren sie am 4. Januar 2015 an Hirooki Goto und Katsuyori Shibata. Am 11. Februar 2015 holten sie sich die IWGP Tag Team Championship zurück. Am 5. April 2015 verloren sie die Titel an The Kingdom (Matt Taven und Michael Bennett). Am 5. Juli 2015 besiegten sie The Kingdom und holten sich somit zum dritten Mal die IWGP Tag Team Championship. Am 4. Januar 2016 verloren sie die Titel an die Great Bash Heel (Togi Makabe und Tomoaki Honma). Am 20. Februar 2016 bestritten er und Karl Anderson ihr letztes Match für NJPW, da sie gemeinsam mit AJ Styles und Shinsuke Nakamura einen Vertrag bei WWE unterzeichneten.

### Rückkehr zur WWE (2016–2020)

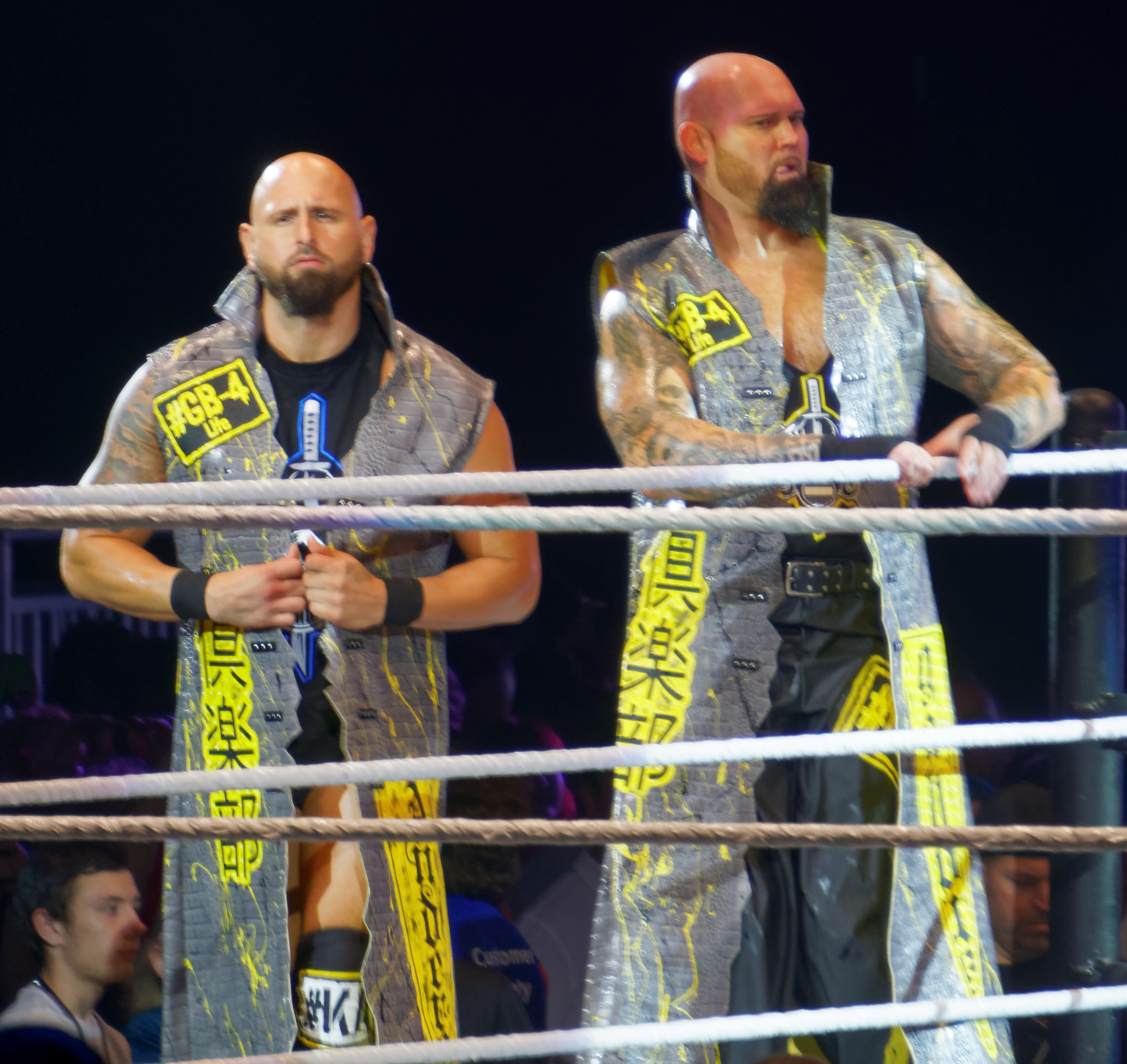
Anderson und Gallows im Jahr 2016.

Bei der Raw-Ausgabe vom 11. April 2016 feierte er unter seinem alten Ringnamen Luke Gallows seine Rückkehr zur WWE. Gemeinsam mit Karl Anderson griff er The Usos nach ihrem Sieg gegen die Social Outcasts an. Am 25. April 2016 bestritt er an der Seite von Karl Anderson sein erstes Match nach seiner Rückkehr gegen The Usos, welches sie auch gewannen. Gemeinsam mit Karl Anderson und AJ Styles bildete er das Stable The Club. The Club fehdete gegen Roman Reigns und The Usos. Danach fehdeten sie gegen John Cena, Big Cass und Enzo Amore. Beim WWE Draft 2016, welcher bei der SmackDown-Ausgabe vom 19. Juli 2016 stattfand, wurden er und Karl Anderson zu Raw gedraftet, während AJ Styles bei SmackDown gedraftet wurde. Durch diesen Draft wurde das Stable aufgelöst.
Am 29. Januar 2017 beim Royal Rumble gewannen er und Karl Anderson von The Bar Cesaro und Sheamus die WWE Raw Tag Team Championship. Die Titel verloren sie am 2. April 2017 bei Wrestlemania 33 an die Hardy Boyz in einem Fatal Four Way Tag Team Ladder Match, an dem auch The Bar Cesaro und Sheamus, sowie auch Enzo Amore und Big Cass teilnahmen. Im Rahmen des Superstar Shake Up 2018 wechselten sie dann von Raw zu SmackDown. Hier bestritten sie wenige Tag Team Matches und waren auch nie im Titelgeschehen zu sehen, diesen Unmut machten sie der WWE kund und forderten ihre Entlassung, welche aber abgelehnt wurde, seitdem hat man sie in keinen Matches bei SmackDown gesehen.
Im Rahmen des Superstar Shake-Ups 2019 wechselte Gallows am 29. April 2019 von SmackDown zu Raw. Nach einer Weile gründete er zusammen mit AJ Styles und Karl Anderson das Stable The O.C. Am 29. Juli 2019 gewann er mit seinem Tag-Team-Partner Anderson zusammen die Raw Tag Team Championship von The Revival, an diesem Match waren zudem The Usos beteiligt. Die Regentschaft hielt 21 Tage und sie verloren die Titel schlussendlich am 19. August 2019 gegen Seth Rollins und Braun Strowman. Am 31. Oktober 2019 gewann er mit Karl Anderson ein Tag Team Turmoil Match und sie krönten sich somit zum besten Tag Team der Welt. Während einer Entlassungswelle wurde er am 15. April 2020 von der WWE entlassen.

### Rückkehr zu Impact Wrestling (2020–2022)
Am 18. Juli 2020 gab Impact Wrestling über Twitter die Verpflichtung von ihm und seinem Tag Team-Partner Karl Anderson bekannt. Sie unterzeichneten einen Zweijahresvertrag mit der Wrestlingliga. Bei Impact trat er wieder unter seinem alten Ringnamen Doc Gallows an. Dort bildet er auch mit Karl Anderson ein Tag Team namens The Good Brothers. Am 14. November 2020 bei Turning Point gewannen sie von The North (Ethan Page & Josh Alexander) die Impact Tag Team Championship, welche sie am 13. März 2021 bei Sacrifice gegen das Tag Team FinJuice verloren. The Good Brothers gewannen die Championship ein zweites Mal am 17. Juli 2021 bei Slammiversary in einem 4-Way Tag Team Match gegen die Titelträger Violent by Design. Diese verloren sie am 5. März 2022 bei Sacrifice zurück an Violent by Design. Am 19. Juni 2022 konnten sie die Championship ein drittes Mal erlangen, indem sie The Briscoes bei Slammiversary besiegten. Am 26. August 2022 verloren sie diese schließlich an Matt Taven und Mike Bennett von Honor No More.

### Erneute Rückkehr zur WWE (seit 2022)
Am 10. Oktober 2022 kehrten er und Karl Anderson zur WWE zurück und sie schlossen sich wieder mit AJ Styles zum Stable The O.C. zusammen.

## Titel und Auszeichnungen
- American Pro Wrestling Alliance

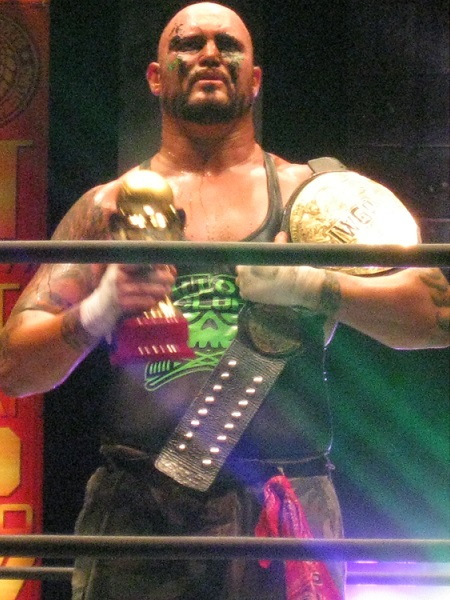
World Tag League Sieger und IWGP Tag Team Champion Gallows im Jahr 2015.

  - APWA World Tag Team Championship (1× mit Mike Knox)

- Impact Wrestling
  - Impact Tag Team Championship (3× mit Karl Anderson)

- National Wrestling Alliance
  - NWA Southern Tag Team Championship (1× mit Iceberg)

- National Wrestling League
  - NWL Heavyweight Championship (1×)

- New Japan Pro-Wrestling
  - IWGP Tag Team Championship (3× mit Karl Anderson)
  - World Tag League (2013 mit Karl Anderson)

- Rampage Pro Wrestling
  - RPW Heavyweight Championship (1×)

- Vanguard Championship Wrestling
  - VCW Heavyweight Championship (1×)

- World Wrestling Entertainment
  - WWE Raw Tag Team Championship (2× mit Karl Anderson)
  - Tag Team World Cup (2019 mit Karl Anderson)
- PartsFUNknown
  - Quizzlemania Tag Team Championship (2020 mit Karl Anderson)